# Gustaf Creutz
Gustaf Creutz, född 10 maj 1683, död 13 augusti 1746 på Ålands hav, var en svensk greve, militär och ämbetsman.
Gustaf Creutz var son till riksrådet Johan Creutz och Anna Johanna Sparre. Han blev kornett vid Viborgs fördubblingskavalleriregemente 1700, löjtnant där 1701, ryttmästare vid Åbo läns trippleringskavalleriregemente samma år, ryttmästare vid Tiesenhausens livländska kavalleriregemente 1703, major vid Åbo läns fördubblingsregemente till häst 1706, överstelöjtnant för Åbo och Björneborgs läns trippleringsskvadron samma år och var förbandets tillförordnad chef för förbandet 1706–1709. Han blev överstelöjtnant vid Åbo och Björneborgs läns kavalleriregemente 1709. Creutz erhöll överstes titel 1719 och erhöll överstelöjtnants indelning vid Österbottens regemente med bibehållande av överstes karaktär och rang 1721. Han var 1724–1739 chef för Österbottens regemente och blev 1739 chef för Älvsborgs regemente men redan efter fyra månader utnämnd till landshövding i Österbottens län. Gustaf Creutz skrev sig till Malmgård i Pärnå socken och förlorade genom freden i Åbo alla sina gods som kom att hamna i Ryssland. Creutz drunknade då hans fartyg förliste under en resa från riksdagen i Stockholm till Vasa.